# Siete cafés por semana
Siete cafés por semana és un curtmetratge de comèdia romàntica espanyol del 1999 dirigit per Juana Macías Alba i que fou subvencionat per la Junta de Castella i Lleó.

## Argument
En un cafè cèntric, diferents grups de persones es reuneixen en grups de dos diàriament per xerrar i explicar-se les seves alegries i problemes sobre un mateix relat que es va desfigurant i ens mostren així les seves diferents opinions i actituds adoptades davant el sexe i les relacions de parella.

## Repartiment
- Jesús Calvo
- César Camino
- Rafael Campos
- María Checa
- Miguel de los Ríos
- Inmaculada Gamarra
- Vanesa García
- Victoria Mateos
- Óscar Medina
- Miguel Ramiro

## Guardons
Fou guardonat amb el Goya al millor curtmetratge de ficció (XIV Premis Goya)